# عبثر بن القاسم
أبو زبيد عبثر بن القاسم الزبيدي الكوفي، من الأئمة الثقات، أخذ عنه كثير من علماء الحديث، توفي سنة ثمان وسبعين ومائة.

## روايته للحديث النبوي
- روى عن: حصين بن عبد الرحمن، ومغيرة، والعلاء بن المسيب، ومطرف بن طريف، وأشعث بن سوار، والأعمش.[1]
- وعنه: خلف البزار، وقتيبة، وهناد، وأحمد بن إبراهيم الموصلي، وجمع، آخرهم موتا أبو حصين عبد الله بن أحمد بن عبد الله بن يونس.[1]

## الجرح والتعديل
أقوال العلماء فيه:
- قال أبو حاتم الرازي : «صدوق».
- أبو دواد السجستاني: «ثقة ثقة».
- أحمد بن حنبل : «ثقة صدوق».
- أحمد بن شعيب النسائي: «ثقة».
- ابن حجر العسقلاني: «ثقة».
- محمد بن سعد كاتب الواقدي: «ثقة كثير الحديث».
- يحيى بن معين: «ثقة».
- يعقوب بن سفيان الفسوي: «ثقة».